# Sinopodisma wulingshanensis
Sinopodisma wulingshanensis is een rechtvleugelig insect uit de familie veldsprinkhanen (Acrididae). De wetenschappelijke naam van deze soort is voor het eerst geldig gepubliceerd in 1992 door Bi, Huang & Liu.